# Michael Boddeke
Michael Boddeke (Uithoorn, 22 mei 1959) is een Nederlands politicus voor GroenLinks. Hij was voorzitter van de GroenLinks-fractie in de gemeente Apeldoorn.
Boddeke groeide op in een katholiek gezin met zeven kinderen in het Noord-Hollandse Uithoorn. Hij studeerde natuurkunde aan de Gemeentelijke Universiteit van Amsterdam en is twee jaar natuurkundeleraar voor het vwo geweest. Voor en tijdens zijn studie raakte hij betrokken bij in milieuvraagstukken en op dat terrein is hij later als activist en politicus verdergegaan. Zo deed hij mee aan demonstraties tegen atoomenergie en atoomwapens. Op zijn 18e werd hij lid van de Politieke Partij Radikalen (PPR) en later bij GroenLinks, nadat de PPR daarin was opgegaan. Ook is hij lid geweest van de gemeenteraad van Hellevoetsluis.
In 1990 verhuisde Boddeke naar Apeldoorn, waar hij werkte voor het Rijkscomputercentrum, later werd hij afdelingshoofd bij de Belastingdienst. Tegenwoordig runt hij een eigen bedrijf, Bureau Boddeke.
Tussen 1998 en 2006 was Boddeke gemeenteraadslid voor GroenLinks in Apeldoorn. Na de gemeenteraadsverkiezingen van maart 2006 nam zijn partij daar deel aan het college van burgemeester en wethouders en kreeg Boddeke de functie van wethouder. Hij was verantwoordelijk voor milieu, duurzaamheid, water en riolering, afval en groen, daarnaast voor personeel en organisatie en het stadsdeel Zuidwest. Na de raadsverkiezingen van 2010 kwam GroenLinks niet terug in het college en Boddeke werd fractievoorzitter. In 2014 nam hij afscheid van de Apeldoornse gemeenteraad. Hij was in 2011 kandidaat-senator voor GroenLinks.
Michael Boddeke is getrouwd en heeft drie kinderen.